# Franz M. Bogner
Franz M. Bogner (* 7. März 1944 in Wien) ist ein österreichischer Manager, Journalist, Autor und Universitätslehrer. Er wird oft als Doyen der österreichischen PR-Branche und als erfolgreicher Kämpfer für mehr Verkehrssicherheit bezeichnet.

## Leben
Bogner wurde in Wien geboren und lebt seitdem hier. Die Eltern waren Franz und Maria Bogner. Nach der Grundschule erlernte er das
Kunsttischler-Handwerk im Betrieb seines Vaters. Danach absolvierte er die Handelsakademie-Matura und studierte an der Hochschule für
Welthandel. Nach Graduierung zum Diplomkaufmann belegte er das Fach Lehramt. Bis zu seinem Einstieg in das Berufsleben arbeitete er in
diversen Ferialjobs. Sein Sohn Elias lebt in Vorarlberg.

## Berufliche Laufbahn
Nach einer Zwischenstation als Lehrer an der Handelsschule Weiß startete Bogner 1970 in der Zeitung „Die Presse“ als Wirtschaftsredakteur und bekleidete dann die Funktion des Stellvertretenden Ressortleiters. 1974 wechselte Bogner in den Schoeller-Konzern, einer Unternehmensgruppe in den Bereichen Industrie, Handel und Bank (u. a. Ankerbrot, Vonwiller-Mühle, Zuckerfabriken, Handelshaus Gebrüder Schoeller mit Schoeller Chemie, Schoeller Pharma etc., Schoellerbank) und arbeitete dort in der Konzernzentrale als Leiter der Kommunikationsabteilung. Er war überdies Prokurist in der Schoellerbank sowie Geschäftsführer der Schoeller Gesmbh und der Consens Gesmbh, in deren Rahmen zahlreiche namhafte Unternehmen in den Bereichen PR und  Marketing beraten wurden.
Im Jahr 1986 wurde Bogner zum Hauptgeschäftsführer des Kuratorium für Verkehrssicherheit (KfV) bestellt. Er reorganisierte diesen Verein, eine Gründung der Versicherungswirtschaft und der Autofahrerclubs, und baute ihn zu einer nationalen Sicherheitsinstitution aus. Dazu gehörte die Gründung von Landesstellen in den Bundesländern und der Drive Sicherheit-Service Gesmbh sowie des Instituts Sicher Leben für den Bereich der Freizeitunfälle. Diese Betriebe wurden schließlich zum Kuratorium für Schutz und Sicherheit zusammengeführt und widmeten sich sowohl der Forschung, des Lobbyings und der Maßnahmenumsetzung mit den Abteilungen Unfallpsychologie, Unfalltechnik, Fahrtechnik, Sicherheitspädagogik, Öffentlichkeitsarbeit und Verwaltung. Die Zahl der Verkehrstoten konnte seit Eintritt von Bogner ins KfV von etwa 1700 auf nunmehr rund 400 gesenkt werden. Zahlreiche vom KfV initiierte und selbst durchgeführte Maßnahmen waren dafür in hohem Maß mitverantwortlich: intensive pädagogische Arbeit in Schulen etc., Führerscheinreformen, Fahrsicherheitstrainings in den Autofahrerclubs, Gurtpflicht auf Rücksitzen, Stufenführerschein für Motorräder, Probeführerschein für Fahranfänger, Punkteführerschein, diverse Tempolimits, Verkehrsberuhigung im Ortsgebiet, Forcierung von Kreisverkehrsanlagen, Kindersitzpflicht, Mopedprüfung,
Führerscheinentzug für Geisterfahrer, Telefonierverbot im Auto, 0,5 Promille-Grenze sowie intensiver Aktionismus und Lobbying in der breiten Öffentlichkeit und bei Meinungsbildnern, und vieles mehr. Bogner hatte in dieser Funktion eine intensive Präsenz in den Print- und elektronischen Medien. Die Mitarbeiterzahl in KfV und Drive wurde in der Amtszeit von Bogner von 100 auf rund 200 Personen plus ca. 200 freie Mitarbeiter ausgeweitet und die Eigenerträge wesentlich gesteigert.
Seit den 70er Jahren war Bogner auch in Forschung und Lehre im Bereich Kommunikationsmanagement, insbes. in Public Relations und Corporate Identity, an verschiedenen Universitäten, Fachhochschulen und anderen Bildungseinrichtungen tätig, wo er diese Studien auch initiiert hat. Er entwickelte u. a. den wissenschaftlichen Theorieansatz der „Wiener Schule der integrierten Kommunikation“. Von 1980 bis 1990 war Bogner Präsident des Public Relations Verbandes Austria (PRVA) und baute diesen zu einer namhaften Standesvertretung der PR aus. Damit verbunden waren die Funktionen eines Geschäftsführers des „Wissenschaftlichen Senats“ und  eines „Wissenschaftlichen Delegierten“ des PRVA. Dem „Wissenschaftlichen Senat“ gehört Bogner nach wie vor an.
In seine Amtszeit als Präsident fielen etwa die Schaffung des Staatspreises für PR, der jährliche PR-Tag, die Etablierung des Faches
PR an österreichischen Universitäten, Fachhochschulen und Bildungsinstituten, inkl. Schaffung des Universitätslehrgangs für
Öffentlichkeitsarbeit und einer Professur für Organisationskommunikation an der Uni Wien etc.
Ab 1998 beriet Bogner namhafte Institutionen in Sachen Kommunikationsmanagement und führte seine Lehrtätigkeit fort.

## Publikationen
- Umfangreiche wirtschaftsjournalistische Berichterstattung in „Die Presse“ und anderen Publikationen
- Zahlreiche Aufsätze und Beiträge zu den Themen Kommunikationsmanagement und Verkehrssicherheit in diversen Medien
- Fachbuch „Das Neue PR-Denken“, Ueberreuter-Verlag, Wien (wurde zur Standardliteratur in diesem Bereich)
- Kunstfachbücher: „Karau Keramik“, „Rudolf Felt Keramik“ etc.

## Auszeichnungen und Ehrungen
- 1996: Silbernes Ehrenzeichen für Verdienste um die Republik Österreich
- 1999: Silbernes Ehrenzeichen für Verdienste um das Land Wien
- 1999: Wahl zum „Kommunikator des Jahres“ durch den PRVA
- 2000: Wahl zum Ehrenpräsidenten des PRVA
- 2009: Verleihung des Berufstitels „Professor“ durch den Bundespräsidenten
- 2023: Auszeichnung für das Lebenswerk durch „journalist:in“

| Personendaten    | Personendaten                                                      |
| ---------------- | ------------------------------------------------------------------ |
| NAME             | Bogner, Franz M.                                                   |
| KURZBESCHREIBUNG | österreichischer Manager, Journalist, Autor und Universitätslehrer |
| GEBURTSDATUM     | 7. März 1944                                                       |
| GEBURTSORT       | Wien                                                               |